# Michael Kosmeli
Michael Kosmeli (geboren am 6. September 1773 in Pleß (Pszczyna); gestorben am 18. Januar 1844 in Breslau, Provinz Schlesien) war ein deutscher Schriftsteller, Übersetzer und Musiker.

## Leben
Michael Kosmeli war Sohn eines Regierungsrats. Ab 1791 studierte er Jura an der Universität Halle, danach an der Universität Göttingen und ab 1792 vier Semester an der Universität Jena. 1796 trat er das Rechtsreferendariat am Oberlandgericht Brieg an, quittierte aber 1797 den Staatsdienst. Er ging danach auf Reisen in Westeuropa, 1802 nach St. Petersburg und von dort bis nach Tiflis und 1803 nach Cherson. Danach kehrte er nach Schlesien zurück, 1806 war er auf der Krim, in Bukarest und Konstantinopel. Der Naturforscher Apollos Apollossovitsch Mussin-Puschkin benannte nach ihm die Pflanze Carduus Cosmeli. Wieder zurück studierte er Medizin in Jena und wurde 1810 promoviert. Anschließend unternahm er eine Reise auf die Britischen Inseln. 1813 starb sein Vater in Pleß, Kosmeli ließ sich um das Erbe bringen. 1814 reiste er nach Italien, danach war er wieder in Russland und gab dort Konzerte auf dem Brummeisen. Auch in den folgenden Jahren wurde er nicht an einem Ort sesshaft, sondern lebte in Berlin, Güstrow, Hamburg, Dorpat, Breslau, zwischen 1818 und 1820 machte er eine zweite Reise in das Osmanische Reich.
Kosmeli war ein vielseitiger Schriftsteller und Journalist, vielsprachiger Übersetzer, spielte für den Lebensunterhalt als Musiker auf der Maultrommel und der Flöte. Er veröffentlichte 12 Bücher, darunter zwei Reiseberichte. Sein erotischer Roman Die zweiundvierzigjährige Äffin wurde 1800 von Gottfried Vollmer im dänischen Altona gedruckt.
Kosmeli war bekannt mit Adelbert von Chamisso und dem Orientalisten Joseph von Hammer-Purgstall. 1809 besuchte er Goethe in Jena. In Jean Paul fand er einen Bewunderer, der einige seiner Romanfiguren mit Wesenszügen des Kosmeli ausstattete, so den Protagonisten in Des Luftschiffers Giannozzo Seebuch. Bis dann im Jahr 1801 Kosmeli ihn im Roman Reise ins Paulinerkloster im Fürstenthum Scheerau persiflierte, und Jean Paul darob die Freundschaft aufkündigte. Kosmeli war aufgrund seiner schonungslosen Kritik wenig beliebt unter den Schriftstellern seiner Zeit.

## Werke (Auswahl)

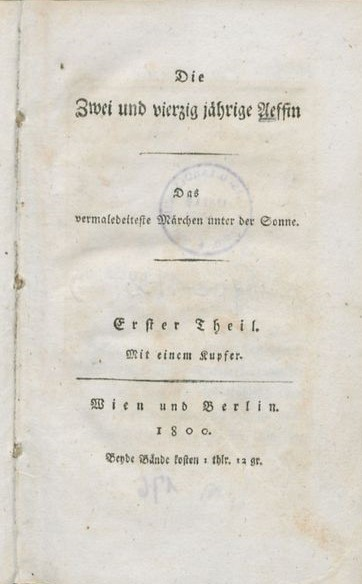
Die zwei und vierzig jährige Aeffin (1800)

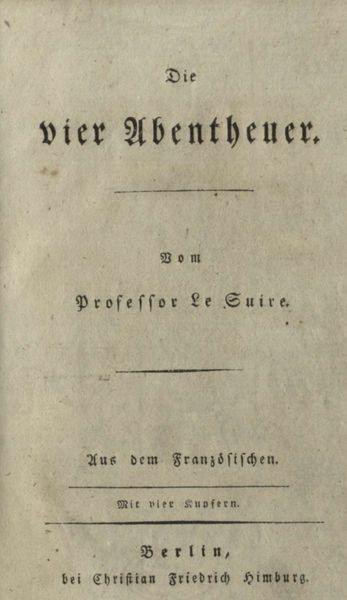
Übersetzung Michael Kosmeli (1800)

- Die zwei und vierzig jährige Aeffin. Das vermaledeiteste Märchen unter der Sonne. 2 Bände, Wien und Berlin, 1800
  - Neuausgabe: Die Zwei und vierzig jährige Aeffin : Das vermaledeiteste Märchen unter der Sonne. Berlin: Das kulturelle Gedächtnis, 2023
- Robert-Martin Lesuire: Mirabeau’s erstes Abentheuer. Übersetzung aus dem Französischen Michael Kosmeli.  Frankfurt am Main, 1800
- Lindor. Seitenstück zur Lucinde von Schlegel. Mainz und Hamburg, 1801
- Reise ins Paulinerkloster im Fürstenthum Scheerau. Hamburg, 1801
- Rhapsodische Briefe auf einer Reise in die Krim. Halle, 1813
- Charles Bell: System der operativen Chirurgie. Übersetzt von Doctor Kosmeli, bevorwortet von Carl Ferdinand Graefe. 2 Bände, Berlin 1815
- Reimereien einer Köchin, mit Zugaben von Mich. Kosmeli. Halle 1816
- Harmlose Bemerkungen auf einer Reise über Petersburg, Moskau, Kiew nach Jassy. Berlin, 1822
- Osterblumen. Erzählungen. Halberstadt, 1827
- Die Waise. Leipzig, 1832